# ليني كرايزلبرغ
ليني كرايزلبرغ (بالإنجليزية: Lenny Krayzelburg) هو سباح أولمبي أمريكي سابق في سباحة الظهر. شارك في الأولمبياد الصيفي في 2000–2004، وفاز بما مجموعه 4 ميداليات.

## الميداليات
| ذهب | فضة | برونز | المجموع |
| 4   | 0   | 0     | 4       |

## روابط خارجية
- ليني كرايزلبرغ على موقع الاتحاد الدولي للسباحة (الإنجليزية)
- ليني كرايزلبرغ على موقع SwimRankings.net (الإنجليزية)
- ليني كرايزلبرغ على موقع قاعة مشاهير السباحة العالمية (الإنجليزية)
- ليني كرايزلبرغ على موقع اللجنة الأولمبية الدولية (الإنجليزية)
- ليني كرايزلبرغ على موقع أوليمبيديا (الإنجليزية)